# فوگو (خوراک)

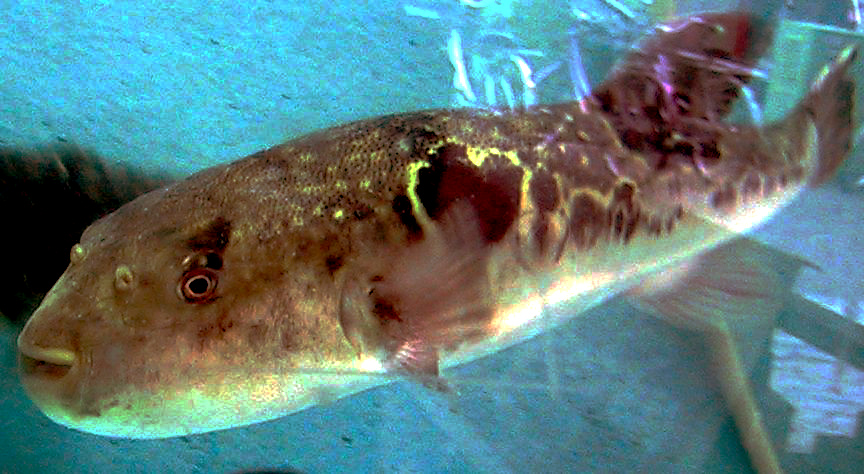
ماهی فوگو درون یک لگن

فوگو به ژاپنی 河豚 یا 鰒; フグ واژهٔ ژاپنی برای بادکنک‌ماهی است و خوراکی که از این ماهی تهیه می‌شود. در کشورهای کره جنوبی و چین و برخی دیگر از کشورهای جنوب شرقی آسیا، گوشت این ماهی علاقه مندان زیادی دارد. همچنین در ایالات متحده نیز تا کنون ۱۷ رستوران مجوز سرو این ماهی را دریافت کرده‌اند. برای تهیه این غذا از ماهیان خانواده بادکنک ماهیان استفاده می‌شود. گونه‌هایی مانند خارپشت‌ماهیان از سرده ماهی‌های باددار در این خوراک کاربرد دارند. فوگو به دلیل داشتن تترودوتوکسین زهرآگین است از این رو در تهیهٔ آن باید دقت بسیار کرد و بخش‌های زهردار را جدا کرد تا گوشت را آلوده نکند.
رستوران‌های ارائه دهندهٔ این خوراک در ژاپن و چند کشور دیگر به شدت زیر نگاه قانون اند و تنها سرآشپزهایی که دوره‌های چندسالهٔ کار با این ماهی را گذرانده‌اند می‌توانند این خوراک را آماده کنند. آماده‌سازی خانگی این ماهی معمولاً منجر به مسمومیت یا مرگ افراد می‌شود.

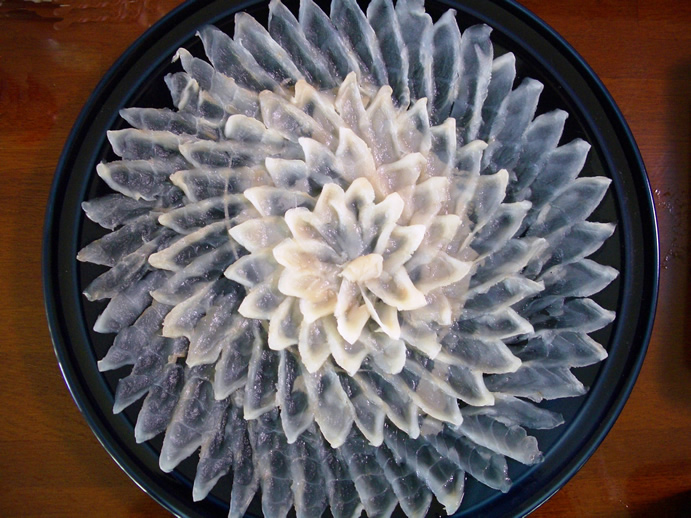
فوگو در ساشی‌می

فوگو به عنوان ساشی‌می و چیرینابه (نوعی سوپ داغ) پخته می‌شود. برخی بر این باورند که کبد این ماهی خوشمزه‌ترین بخش آن است درحالی که این بخش زهردارترین بخش این ماهی است، ارائهٔ کبد فوگو از سال ۱۹۸۴ در ژاپن ممنوع شده‌است. در جشن‌های بسیار ویژه در آشپزی ژاپنی، فوگو برای مهمان‌ها آورده می‌شود.

## میزان سمیت
فوگو حاوی مقادیر کشنده از سم تترودوتوکسین است و در اندام‌های کبد، تخمدان‌ها، چشم و پوست ماهی بیشترین مقادیر سم وجود دارد. این سم یک نوروتوکسین است و با مهار کانال‌های سدیمی سلول‌های عصبی و ماهیچه ای باعث فلج شدن شخص مسموم می‌شود. شخص مسموم در حالی که کاملاً هوشیار است توانایی حرکت و تنفس خود را از دست داده و با ضعیف شدن گردش خون و تنفس جان خود را از دست می‌دهد.
تا کنون هیچ پادزهری برای این سم یافت نشده و تنها می‌توان با مراقبت‌ها و روش‌های حمایتی چون تنفس مصنوعی با دستگاه و کمک به گردش خون، بیمار را زنده نگه داشته تا سم به مرور در بدن بیمار متابولیزه شده و تاثیرش به مرور از بین برود.